# NGC 6955
NGC 6955 est une galaxie spirale (intermédiaire ?) située dans la constellation du Dauphin. Sa vitesse par rapport au fond diffus cosmologique est de 7 866 ± 21 km/s, ce qui correspond à une distance de Hubble de 116,0 ± 8,1 Mpc (∼378 millions d'al). NGC 6955 a été découverte par l'astronome allemand Albert Marth en 1863.
La classe de luminosité de NGC 6955 est II-III et elle présente une large raie HI.
En raison d'une brillance de surface égale à 14,25 mag/am2, on peut qualifier NGC 6955 de galaxie à faible brillance de surface (LSB en anglais pour low surface brightness). Les galaxies LSB sont des galaxies diffuses (D) avec une brillance de surface inférieure de moins d'une magnitude à celle du ciel nocturne ambiant.